# Avatika
Avartika – wyspa, znajdująca się w zachodniej części Polinezji Francuskiej, w jednostce administracyjnej Îles Tuamotu-Gambier, 300 km na północny wschód od Papeete – stolicy kraju.
Klimat jest podzwrotnikowy wilgotny. Średnia temperatura to 25 °C. Najcieplejszym miesiącem jest luty, mający średnią temperaturę 26 °C, a najzimniejszym październik, mający średnią temperaturę 23 °C.